# Transchetolasi
La transchetolasi è un enzima appartenente alla classe delle transferasi, che catalizza le seguenti reazioni:
xilulosio 5-fosfato + ribosio 5-fosfato ⇄ gliceraldeide 3-fosfato + sedoeptuloso 7-fosfato
- Trasferisce un frammento a due atomi di carbonio dallo xilulosio-5-fosfato al ribosio-5-fosfato.

sedoeptulosio 7-fosfato + D-gliceraldeide 3-fosfato ⇄ D-ribosio 5-fosfato + D-xilulosio 5-fosfato
- Trasferisce un frammento a due atomi di carbonio dallo xilulosio-5-fosfato all'eritrosio 4-fosfato.

Queste reazioni sono due passaggi della via dei pentoso fosfati.
L'enzima è una proteina tiaminadifosfato. Ha un'ampia specificità per entrambi i reagenti. e.g. converte l'idrossipiruvato e R-CHO in CO2 e R-CHOH-CO-CH2OH. La transchetolasi di Alkaligenes faecalis mostra alta attività con il D-eritrosio come accettore.